# Coleophora squamella
Coleophora squamella é uma espécie de mariposa do gênero Coleophora pertencente à família Coleophoridae.